# دست‌انداز میان سیم
دست‌اندازهای میان سیم (Bump-in-the-wire devices) یک دسته از دستگاه‌های ارتباطی هستند که می‌تواند در میان سیستم‌های (قدیمی) موجود قرار داده شوند تا یکپارچگی، محرمانه بودن یا قابلیت اطمینان ارتباط در یک لینک منطقی موجود را بدون تغییر نقاط پایانی لینک افزایش دهند. این اصطلاح در ابتدا برای نشان دادن اینکه دستگاه باید در مقایسه با روش اصلی و ناامن، فقط یک تأخیر افزایش یافته نسبتاً کمی در ارتباط ایجاد کند، استفاده شد.
نمونه ای از چنین دستگاهی ممکن است یک دستگاه امنیتی باشد که محافظت با پروتکل IPsec را برای لینک‌های بین دستگاه‌های موجود که خود فاقد پشته اجرای پروتکل IPsec هستند پیاده‌سازی می‌کند، این دستگاه ممکن است یک دروازه امنیتی نیز نامیده شود. همچنین این دستگاه ممکن است یک قسمت از فایروال شبکه در نظر گرفته شود که برای پیاده‌سازی یک پروتکل تونل‌زنی استفاده شود.